# Кутова башта
Кутова (або Наріжна безіменна) башта — пам'ятка архітектури національного значення України (охор. № 010071/15), що належить до комплексу пам'яток Генуезької фортеці в Судаку. Згідно з Переліком об'єктів нерухомої спадщини Судацької фортеці Національного заповідника «Софія Київська», башта має порядковий номер 20. Споруджена в XIV—XV столітті.
Знаходиться в північно-західному куті замку, з'єднується з Консульською баштою фортечними стінами, які утворюють внутрішній дворик. Башта двоярусна, відкритого типу. Кладка стін виконана з уступами в кожному ярусі, на які спиралися балки перекриттів. Завершувалася зубцями-мерлонами. У північній і західній стіні — бійниці. Північна стіна Кутової башти сягає 4,2 м в довжину, західна — 6,2 м.
У 1971 році пам'ятку реставровано: закладено вибоїни, заповнено втрачену кладку стін, відновлено мерлони і прилеглі стіни дворика.
Перед реставрацією Кутової башти проводилися розкопки біля основи її зовнішніх стін. Біля північно-західного кута вежі було виявлено фундамент оборонної стіни догенуезького часу, перекритий кутом генуезької вежі. Кутова вежа була сильно зруйнована. Реставратори розібрали збережені стіни, оскільки зовнішній їх панцир був у поганому стані, а потім знову виклали стіни до рівня верхніх плит бійниць, тобто приблизно до 4 м висоти. У південній стіні вежі відновлена хвіртка, через яку можна пройти з верхнього міста і спуститися по сходах у район середньовічного порту.